# 23861 Бенджамінсонґ
23861 Бенджамінсонґ (23861 Benjaminsong) — астероїд головного поясу, відкритий 14 вересня 1998 року.
Тіссеранів параметр щодо Юпітера — 3,297.